# يوهان فيلاند
يوهان فيلاند (بالألمانية: Johann Wieland)‏ هو متسلق جبال تزلج ‏ نمساوي، ولد في 1972م.